# The Untouchable
Albums de Scarface
The Diary
(1994) My Homies
(1998)
Singles
1. Smile
Sortie : 13 février 1997

The Untouchable est le quatrième album studio de Scarface, sorti le 11 mars 1997.
L'album s'est classé 1er au Billboard 200 et au Top R&B/Hip-Hop Albums et a été certifié disque de platine par la Recording Industry Association of America (RIAA) le 16 mai 1997.

## Liste des titres
| No  | Titre | Contient un (des) sample(s) de                                 | Durée |
| --- | --- | -------------------------------------------------------------- | ----- |
| 1.  | Untouchable (Produit par N.O. Joe, Scarface et Mike Dean)                                                                          | So Ruff, So Tuff de Roger                                      | 2:04  |
| 2.  | No Warning (Produit par N.O. Joe)                                                                                                  |                                                                | 3:12  |
| 3.  | Southside (Produit par N.O. Joe, Mike Dean et Tone Capone)                                                                         |                                                                | 2:49  |
| 4.  | Sunshine (Produit par N.O. Joe) | Everybody Loves the Sunshine du Roy Ayers Ubiquity             | 4:39  |
| 5.  | Money Makes the World Go 'Round (featuring Daz Dillinger, Devin the Dude et K.B. – Produit par N.O. Joe, Mike Dean et Tone Capone) |                                                                | 5:47  |
| 6.  | For Real (Produit par N.O. Joe, Scarface et Mike Dean)                                                                             |                                                                | 5:19  |
| 7.  | Ya' Money or Ya' Life (Produit par N.O. Joe)                                                                                       |                                                                | 6:17  |
| 8.  | Mary Jane (Produit par N.O. Joe, Mike Dean et Tone Capone)                                                                         |                                                                | 5:39  |
| 9.  | Smile (featuring 2Pac et Johnny P. – Produit par Mike Dean, Tone Capone et N.O. Joe)                                               | Tell Me if You Still Care du S.O.S. Band                       | 5:01  |
| 10. | Smartz (featuring Devin the Dude – Produit par N.O. Joe, Scarface, Mike Dean, Tone Capone et Domo)                                 |                                                                | 5:32  |
| 11. | Faith (Produit par N.O. Joe, Mike Dean et John Bido)                                                                               | I Just Want to Celebrate de Rare Earth                         | 4:39  |
| 12. | Game Over (featuring Dr. Dre, Ice Cube et Too $hort – Produit par Dr. Dre)                                                         | The Human Fly de Lalo Schifrin I Will Survive de Gloria Gaynor | 3:52  |